# Voki Kostić
Vojislav "Voki" Kostić (serbisk kyrilliska: Војислав Воки Костиђ), född 21 september 1931 i Belgrad, Kungariket Jugoslavien, död 29 september 2010 i Belgrad, Serbien, var en serbisk kompositör. Han var speciellt känd för att ha komponerat musiken till flera jugoslaviska filmer och TV-serier.
Kostić, som länge tjänstgjorde som sekreterare för den serbiska kompositörföreningen, komponerade musiken till 20 TV-serier och 107 filmer, TV-filmerna medräknade. Han var dessutom känd för sitt gastronomiska kunnande, publicerade kokböcker och var TV-programledare för olika matlagningsprogram.